# 紅葉坂 (大田区)

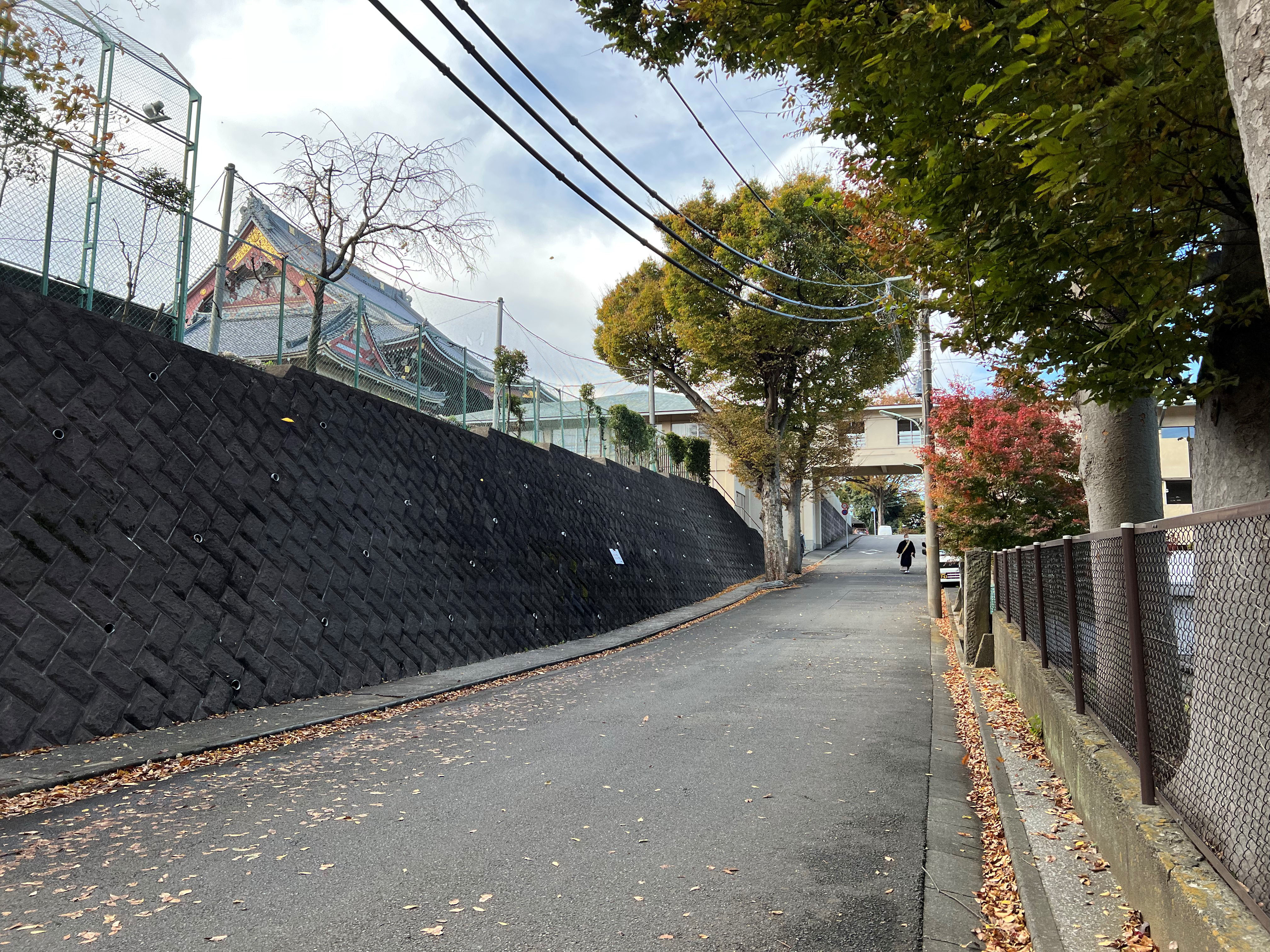

紅葉坂（もみじざか）は、東京都大田区池上1丁目にある、長さ130mほどの緩やかな坂。東側から西に向かって上る。周辺は、池上本門寺の境内となっており、坂の途中には大堂と客殿/本院寺務所とを結ぶ渡り廊下が架けられている。
1826年に江戸幕府が編さんした『新編武蔵風土記稿』に、「紅葉坂（もみじざか）、方丈の左の坂なり。裏門へ通ふ坂なり。」と言及がある。